# Dětský filmový a televizní festival Oty Hofmana
Dětský filmový a televizní festival Oty Hofmana v Ostrově, zkráceně Festival Oty Hofmana (původně Národní přehlídka filmové tvorby či Přehlídka filmů pro děti Ostrov nad Ohří) je soutěžní festival dětských filmů, který se od roku 1969 každoročně koná v Ostrově v okrese Karlovy Vary a od roku 2023 také v Sokolově a Karlových Varech. Původní přehlídka filmů byla později přejmenována na Festival Oty Hofmana podle jejího patrona a pravidelného hosta, spisovatele a scenáristy Oty Hofmana. Festival dnes patří k nejvýznamnějším kulturním akcím zaměřeným na tvorbu pro děti a mládež.

## O festivalu
Festival se koná každoročně na podzim (v říjnu) ve městě Ostrov a organizuje ho Dům kultury Ostrov. Je festivalem filmů pro děti a mládež a probíhá na něm soutěžní i nesoutěžní přehlídka filmové tvorby. Součástí festivalu jsou doprovodné akce jako workshopy, besedy, semináře a přednášky, koncerty, výstavy apod. Festivalu se účastní děti a mládež, kulturní a pedagogičtí pracovníci a členové dětských filmových klubů. Každoročně jsou na festival zváni hosté z řad filmových, televizních a literárních tvůrců.
Festival vznikl na základě původní přehlídky filmové tvorby, která vznikla v roce 1969 z iniciativy nadšenců, místních učitelů a členů dětského filmového klubu. Přehlídku pravidelně navštěvoval spisovatel a scenárista Ota Hofman, který se stal jejím patronem a později po něm získal zformovaný festival jméno.

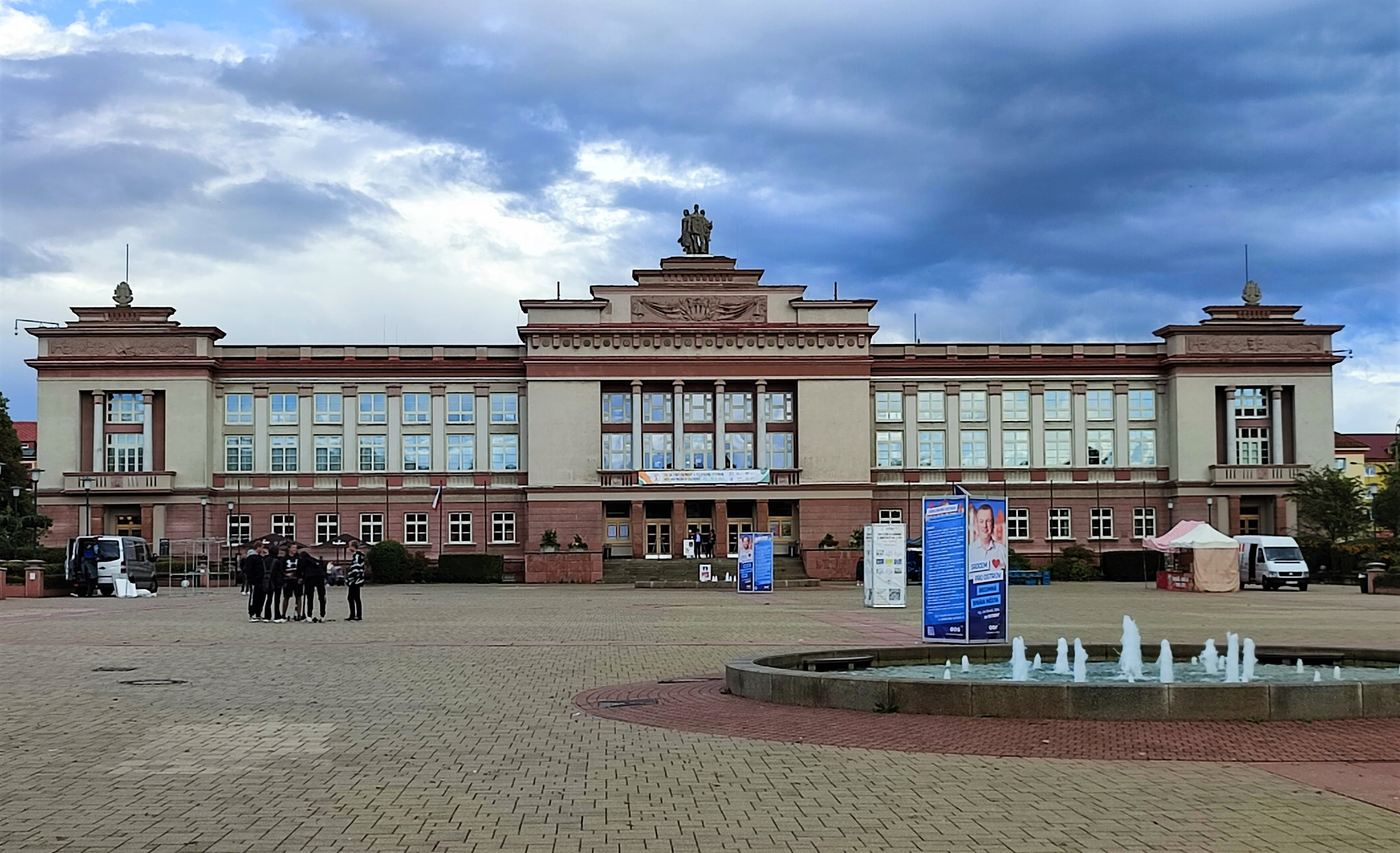
Dům kultury Ostrov, místo konání festivalu

Z důvodu nedostatku soutěžních snímků byl v roce 1993 festival rozšířen o televizní část a v roce 1999 o filmy pro mladou generaci a filmy rodinného typu. V roce 2005 přibyly naučné filmy, v roce 2014 pak doplnily soutěžní část festivalu snímky dětské videotvorby a studentské filmy. Od roku 2016 probíhá v rámci festivalu ve spolupráci s Českou televizí a s Fakultou sociálních věd Univerzity Karlovy soutěž "O cenu zpráviček ČT", ve které je hodnocena práce školních televizních štábů a mladých reportérů. Od roku 2019 soutěží na festivalu také studentské animované filmy a od roku 2022 seriály.
V roce 2015 se partnerem festivalu stalo město Říčany a 47. ročník se tak konal i tam. V roce 2023 se festival rozšířil do Sokolova a Karlových Varů, což výrazně navýšilo jeho návštěvnost.

## Udělované ceny
Hlavní cena festivalu se nazývá Ostrovský dudek (do roku 2017 Zlatý dudek). Ceny se udělují v následujících kategoriích:
- OSTROVSKÝ DUDEK (hlavní cena festivalu) v kategorii do 12 let – uděluje porota dětí a mladých
- OSTROVSKÝ DUDEK (hlavní cena festivalu) v kategorii od 13 do 18 let – uděluje porota dětí a mladých
- OSTROVSKÝ DUDEK za nejlepší dívčí a chlapecký herecký výkon v kategoriích filmu a televizní tvorby – uděluje porota dětí a mladých
- CENA DĚTSKÉHO DIVÁKA za nejlepší audiovizuální dílo – na základě hlasování diváků
- OSTROVSKÝ DUDEK za nejlepší dílo nebo dílčí přínos v kategorii do 12 let – uděluje dospělá porota
- OSTROVSKÝ DUDEK za nejlepší dílo nebo dílčí přínos v kategorii od 13 do 18 let – uděluje dospělá porota
- OSTROVSKÝ DUDEK Seriálová tvorba za nejlepší dílo nebo dílčí přínos v kategorii do 12 let – uděluje dospělá porota
- OSTROVSKÝ DUDEK Seriálová tvorba za nejlepší dílo nebo dílčí přínos v kategorii od 13 do 18 let – uděluje dospělá porota
- CENA za nejlepší studentskou tvorbu a animovaný film – uděluje dospělá porota
- ZVLÁŠTNÍ CENA DOSPĚLÉ POROTY audiovizuálnímu dílu s nejvýraznějším morálním akcentem – uděluje dospělá porota. Dospělá porota má možnost udělit čestná uznání. Porota může podle svého zvážení ceny neudělit
- ZLATÁ BUŘINKA za zvláštní přínos v oblasti dětského filmu[5]

## Oceněné filmy (výběr)

### Zlatý dudek za nejlepší chlapecký herecký výkon
| Ročník | Rok  | Název filmu                      | Oceněný          |
| ------ | ---- | -------------------------------- | ---------------- |
| III.   | 1971 | Už zase skáču přes kaluže (1970) | Vladimír Dlouhý  |
| VI.    | 1974 | Družina černého pera (1973)      | Filip Renč       |
| X.     | 1978 | Pod Jezevčí skálou (1978)        | Tomáš Holý       |
| XI.    | 1979 | Indiáni z Větrova (1979)         | Jiří Strnad      |
| XVI.   | 1984 | ...a zase ta Lucie! (1983)       | Michael Hofbauer |

### Zlatý dudek za nejlepší dívčí herecký výkon
| Ročník | Rok  | Název filmu                | Oceněný             |
| ------ | ---- | -------------------------- | ------------------- |
| IX.    | 1977 | Ať žijí duchové! (1976)    | Dana Vávrová        |
| X.     | 1978 | Čekání na déšť (1978)      | Dita Kaplanová      |
| XI.    | 1979 | Kočičí princ (1978)        | Žaneta Fuchsová     |
| XIV.   | 1982 | Skleněný dům (1981)        | Michaela Kudláčková |
| XVI.   | 1984 | ...a zase ta Lucie! (1983) | Žaneta Fuchsová     |

### Pohár
| Ročník | Rok  | Název filmu                      | Oceněný       |
| ------ | ---- | -------------------------------- | ------------- |
| III.   | 1971 | Už zase skáču přes kaluže (1970) | Karel Kachyňa |

### Křišťálový pohár
| Ročník | Rok  | Název vítězného filmu |
| ------ | ---- | --------------------- |
| VIII.  | 1976 | Páni kluci (1975)     |

### Hlavní cena
| Ročník | Rok  | Oceněný                 |
| ------ | ---- | ----------------------- |
| IX.    | 1977 | Ať žijí duchové! (1976) |

### Hlavní cena Křišťálová váza
| Ročník | Rok  | Oceněný                     |
| ------ | ---- | --------------------------- |
| X.     | 1978 | Na veliké řece (1977)       |
| XV.    | 1983 | Bota jménem Melichar (1983) |

### Cena dětského diváka
| Ročník | Rok  | Oceněný                      |
| ------ | ---- | ---------------------------- |
| XV.    | 1983 | Bota jménem Melichar (1983)  |
| XXXI.  | 1999 | Z pekla štěstí (1999)        |
| XXXII. | 2000 | Princezna ze mlejna 2 (2000) |